# Heleopera petricola

H. petricola

Zwei Individuen von H. petricola

Heleopera petricola ist eine Art beschalter (Testater) Amöben (herkömmlich als Thecamoeben oder Schalenamöben bezeichnet) aus der Gattung der Heleopera. Sie wird im Deutschen auch als Sack-Schalenamöbe bezeichnet. Die Art kommt in Torfmoosen (Sphagnum) und in anderen Moosen vor.
Das Kennzeichen dieser Spezies ist eine m. o. w. farblose Schale, die meist mit vielen Xenosomen bedeckt ist (Testa).

## Merkmale
Heleopera petricola ist farblos und breit sackförmig. Die Mundöffnung (englisch aperture) ist ein die gesamte Vorderfront einnehmender, breiter Spalt. Die Schale (Testa, englisch test) weist eine Felderung auf, die undeutlich und unregelmäßig ist. An ihrem Hinterende befinden sich ein paar größere Steinchen.
Die Schale ist eiförmig, aber stark zusammengedrückt (komprimiert), besonders in der Nähe der endständigen Öffnung (englisch aperture), sie ist meist farblos, manchmal hellgelb, ocker bis purpurn oder hellviolett (amethystfarben, H. petricola var. amethystea).
Die Schale mit amorphen Schuppen oder Kieselplatten bedeckt, das Muster ist gewöhnlich unregelmäßig, manchmal auch eher regelmäßig; insgesamt bilden diese ein lockeres Netz.
Der Umriss unterliegt vielen Variationen. Im Allgemeinen erscheint die Öffnung in der Vorderansicht konvex-elliptisch oder, wenn sie gerade geschnitten ist, zumindest an den Ecken abgerundet.
Der Zellkörper erscheint rau und (wie) mit Sandkörnern verschiedener Größe versehen.

Die Scheinfüßchen (Pseudopodien) sind schlank und verzweigt.
Die Schale ist um die 100 µm (70–150 µm) lang,
sie wird je nach Quelle mit 76–84 µm, 80–100 µm oder 105–142 µm angegeben;
die Breite ist 51–57 µm; die Tiefe 40–50 µm und der Durchmesser der Öffnung 31–34 µm.
Von dieser Art wurden von Cash et al. (1909) sowie Bonnet & Thomas (1955) mehrere Fomen beschrieben, die sich in Größe, Struktur und Farbe unterscheiden. Cash et al. (1909) vermuteten, dass die Variationen bei dieser Art so groß sind, dass sie alle ineinander übergehen.

## Vorkommen
Heleopera petricola ist eine weit verbreitete Art. Der Lebensraum dieser Spezies sind Moose (z. B. Sphagnum-Arten) an sumpfigen Stellen.